# وثالثهم الشيطان (فلم)
وثالثهم الشيطان هو فيلم مصري عرض عام 1978، بطولة محمود ياسين وميرفت أمين، ومن إخراج كمال الشيخ.

## قصة الفيلم
يرغم المنياوي بك ابنته عفاف على الزواج من شخص آخر غير الشاب هشام الذي تحبه، تهرب عفاف وتترك الزفاف إلى بلدة هشام الممثل المسرحي، يعاني هشام من أزمة نفسية جعلته يقوم بخنق الممثلة الأولى التي تعمل معه في مسرحية هاملت، الأمر الذي اضطر المخرج إلى سحب الدور من هشام، عندما تصل عفاف إلى هشام، يحنو عليها ويحاول تقبيلها، إلا أنها تتخوف منه، تهرب منه فيلاحقها، تسقط وتصاب في رأسها ويتم نقلها إلى المستشفى، في الوقت الذي يقوم الوالد بإخطار البوليس أن هشام وراء اختفاء ابنته، يقوم هشام بعرض نفسه على أخصائي نفسي ويروي جوانب من حياته وهو طفل، وكيف أنه رأى أمه في أحضان عمه ولم يستطع أن يبوح بهذا السر، يقوم الطبيب بزيارة المخرج المسرحي الذي يعمل معه هشام، يشرح له أن هشام شفي ويطلب إعادة الدور له مرة ثانية، على الجانب الآخر يسترد هشام لحظات الحب المفتقدة في حياته ويتزوج حبيبته بعد موافقة أبيها.

## طاقم التمثيل
- محمود ياسين: (هشام كامل)
- ميرفت أمين: (عفاف)
- ليلى طاهر: (نوال فهمي)
- نبيل نور الدين: (ياسر)
- ليلى مختار: (ناهد)
- سعد أردش: (والد عفاف)
- أحمد خميس: (نجيب حمدي)
- محمد وفيق
- صلاح رشوان
- مراد سليمان
- نبيل الدسوقي
- محمود الزهيري
- فاروق الفيشاوي
- هانم محمد
- فيفي يوسف
- علي عزب
- مصطفى الشامي
- محمد أبو حشيش
- صالح الإسكندراني: (المأذون)
- منى عبد الله
- بدرية عبد الجواد

## فريق العمل
- إخراج: كمال الشيخ
- قصة: جمال حماد
- سيناريو وحوار: يوسف فرنسيس، أحمد عبد الوهاب
- مدير التصوير: محمود نصر
- مونتاج: عبد العزيز فخري
- موسيقى تصويرية: جمال سلامة
- إشراف على المشاهد المسرحية: السيد بدير
- إنتاج: أفلام الاتحاد (عباس حلمي)
- توزيع داخلي: أفلام الاتحاد (عباس حلمي)
- توزيع خارجي: دولار فيلم